# Eduard Koschwitz
Eduard Koschwitz född 7 oktober 1851 i Breslau, död 14 maj 1904 i Königsberg, var en tysk filolog.
Koschwitz ägnade de äldsta franska texterna värdefulla utgåvor och kommentarer, behandlade fransk fonetik i Les pariers parisiens (1893) och provensalska i Grammaire historique de la langue de Félibres (1894) och i sin utgåva av Frédéric Mistrals Mirèio (1900).